# Afroempreendedorismo

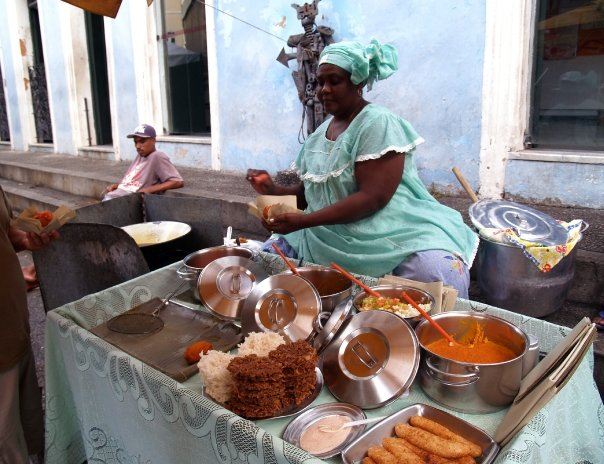
Exemplo de afroempreendimento, baiana de acarajé com seu tabuleiro em seu ponto de venda no Largo do Pelourinho, em Salvador, Bahia

Afroempreendedorismo (por vezes referido também como black business, negócio afro, empreendedorismo negro) é um conceito que trata da atividade empresarial realizada por pessoas negras submetidas a contexto de desigualdades raciais e o racismo. Há importante divergência nas interpretações desse conceito em torno dos produtos e/ou serviços criados, manufaturados e/ou vendidos e das repercussões para a inclusão/exclusão social: se tais produtos e/ou serviços devem estar necessariamente conectados às culturas africanas e/ou afrodiaspóricas, ou se destinados a um público consumerista exclusivamente negro ou não. Assim, para além de ser capitaneado por um(a) afroempreendedor(a), a definição de um afroempreendimento pode passar por fatores como cultura, tipo de mercadoria, estrutura da cadeia produtiva, processamento do produto e raça/cor dos trabalhadores do negócio.
Historicamente no continente americano, pessoas negras têm longa tradição de atuações empresariais interligadas à escravatura e às lutas abolicionistas, a exemplo de ganhadeiras, escravos de ganho e estratégias para comprar a carta de alforria. No presente pós-abolição, o afroempreendedorismo pode ser ligado à busca por ascensão na mobilidade social ante a vulnerabilidade socioeconômica à qual populações negras são submetidas. Além disso, são organizadas feiras profissionais de afroempreendedorismo para o comércio de bens ligados à ancestralidade africana na forma de negócio social, cujo impacto social e cultural almejado está atrelado a representações sociais das pessoas negras e ao enfrentamento do racismo.
Políticas públicas para o afroempreendedorismo incidem em promover a igualdade de oportunidades na concorrência econômica entre empreendedores negros e os demais não submetidos às mesmas estruturas. Isso inclui um arcabouço de direito empresarial ou comercial que contemple as discussões de relações raciais na concepção do empreendedorismo. Mas também precisa envolver as disparidades de rendimentos pela mesma função, a responsabilização por ataques qualificados como crimes de ódio, a lógica de funcionamento de plataformas de redes sociais virtuais.